# Thomas Mancinus
Thomas Mancinus (Schwerin, Mecklemburg, 1550 - Wolfenbüttel, 1611/1612) fou un compositor alemany del Renaixement. Per l'any 1591 era mestre de capella del bisbe de Halberstadt i del Ducat de Brunsvic-Lüneburg. Entre les seves obres figuren, entre d'altres, Newe lustige und hoeffiche weltliche Lieder (1588); Madrigals a cinc veus (1605); Duum vocum cantumcularum liber (1607); Die Passion Christi (1620).